# Demografia de Brunei

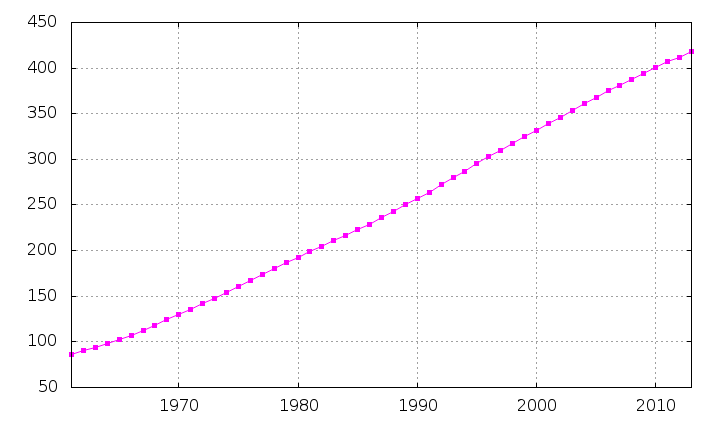
Evolução gráfica da população de Brunei.

A Demografia do Brunei trata-se de uma série de domínios de estudos demográficos sobre a população do Brunei, um país localizado na Ásia, na costa da Ilha de Bornéu, com o Mar da China Meridional. A população de Brunei, em julho de 2011 foi de 401.890 dos quais 76% vivem em áreas urbanas. A expectativa de vida média é de 76,37 anos. Em 2004, 66,3% da população eram malaio, 11,2% são chineses, 3,4% são indígenas, com grupos menores que compõem o resto.